# Malwina Smarzek-Godek
Malwina Smarzek-Godek, född Smarzek 3 juni 1996 i Łask i Polen, är en volleybollspelare (motstående spiker).
Smarzek började spela volleyboll i ett lokalt lag. Därefter fortsatte hon i volleybollfederationens lag SMS PZPS Szczyrk, men vilka hon spelade i två år. Därefter spelade hon en kortare tid med Wola Warszawa, innan hon började spela med LTS Legionovia Legionowo säsongen 2014–2015. Med dem debuterade hon i Tauron Liga (högstaligan i Polen) samtidigt som hon fortsatte att spela på ungdomsnivå. Säsongen 2016–17 gick hon över till Chemik Police med vilka hon under två år blev polsk mästare två gånger och polsk cupvinnare en gång (vid den senare tävlingen utsågs hon också till mest värdefulla spelare.
Säsongen 2018–19 gick hon över till Volley Bergamo i italienska serie A1 (högsta serien). Där stannade hon två år innan hon gick över till ligakonkurrenten AGIL Volley. Inför säsongen 2021/2022 gick hon till ryska Lokomotiv Kaliningrad. I mars 2022 gick Smarzek-Godek till KS Developres Rzeszów. Inför säsongen 2022/2023 gick hon till brasilianska Osasco Voleibol Clube.
Som junior var hon med i laget som vann U18-EM 2013. Hon debuterade i seniorlandslaget vid kvalet till VM 2014. Hon har deltagit vid EM 2015 och 2021.
Hon har använt sitt nuvarande efternamn sedan hon gifte sig 22 juni 2019.